# ジェプツンタンパ6世
ジェプツンタンパ6世（1842年 - 1848年）は、モンゴルの北部ハルハを本拠として活動した化身ラマの名跡ジェプツンタンパの第6代。法名としてロサン・テンペーギェンツェンの名をもつ。

## 転生と夭折
第6世はチベット・ウー地方のロバの牧者の子として1842年に誕生した。1848年、ハルハから5000人の大迎接団がチベットに赴き、ゲルク派の寺院やダライ・ラマ、パンチェン・ラマらに大規模な寄進を行い、第6世を引き取ってハルハに戻った。6世は天然痘に罹患し、ハルハに滞在すること僅か59日目に、あえなく夭折した。